# Grant Hackett
Grant George Hackett (Southport, Queensland, 9 de maio de 1980) é um nadador australiano, ganhador de três medalhas de ouro em Jogos Olímpicos e considerado o maior fundista da história da natação mundial.
Ele dominou os 1500 metros livres na última década, não tendo sido derrotado em finais desde 1996 até o Mundial de 2007. Suas quatro medalhas de ouro no Campeonato Mundial fizeram dele o único nadador que ganhou um título mundial em um evento quatro vezes, conquistando no total dez medalhas de ouro em mundiais.
Hackett foi o capitão da equipe australiana de natação entre 2005 e 2008, ano de sua aposentadoria. Ele foi recordista mundial dos 200 metros livre entre março e agosto de 1999, dos 800 metros livre entre 2005 e 2009, e dos 1500 metros livre desde 2001.
Hackett também apresenta esportes no canal Nine News Melbourne nos fins de semana. Ele agora está trabalhando para Westpac como um banqueiro e tem manifestado interesse em uma carreira política no futuro. Foi eleito "Nadador do Ano" pela revista Swimming World Magazine em 2005.

Em 2014, foi hospitalizado nos Estados Unidos, dias depois de ter sido fotografado seminu no átrio de um hotel de Melbourne, onde procurava ansiosamente o seu filho de quatro anos.
Em 2016 tentou regressar à competição, mas falhou a qualificação para os Jogos Olímpicos Rio2016.
Em fevereiro de 2017, Grant Hackett foi detido após um pedido de socorro do pai, na sequência de uma reação agressiva do antigo nadador, a contas com distúrbios mentais.